# Kirche Zschorgula

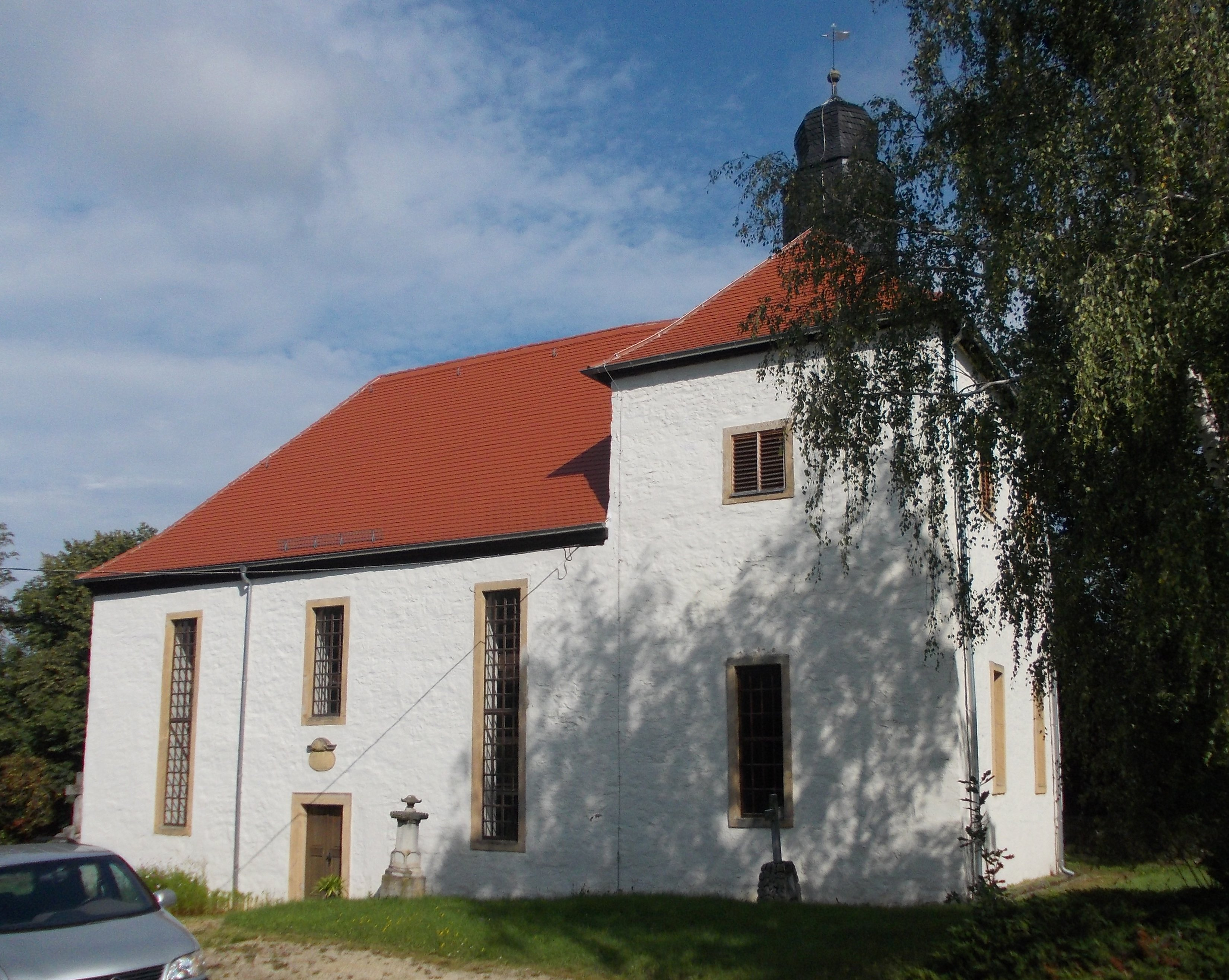
Kirche Zschorgula

Die evangelisch-lutherische, denkmalgeschützte  Kirche Zschorgula steht in Zschorgula, einem Ortsteil von Nautschütz, einem Ortsteil von Schkölen im Saale-Holzland-Kreis in Thüringen. Die Kirchengemeinde Zschorgula gehört zum Pfarrbereich Schkölen-Osterfed  der Region Zeitz im Kirchenkreis Naumburg-Zeitz der Evangelischen Kirche in Mitteldeutschland.
Die Kirche beherbergt die zweitälteste Kirchenglocke in Thüringen.

## Entwicklung
Im Jahr 1240 wird der Ortsname Tschornoglowy („Schwarze Aue“) erstmals auf einer Urkunde erwähnt. Zu dieser Zeit gab es vermutlich eine kleine Wegekapelle, wo dann Ende des 14. Jahrhunderts die Kirche entstand. Zschorgula gehörte damals als Filial zur Pfarrei in Schkölen. Zschorgula bekam 1575 eine eigene Pfarrstelle. Zwischen 1640 und 1670 sowie 1741 wurde die Kirche umgebaut.

## Beschreibung
Die Saalkirche mit dem niedrigen querrechteckigen Chorturm wurde im 17. Jahrhundert erbaut. An der Nord- und Westseite sind Teile des romanischen Vorgängerbaus eingebunden. Der Chorturm im Osten ist mit einem Walmdach bedeckt, auf dem ein Dachreiter sitzt. Der mit einer Holzbalkendecke überspannte Innenraum hat an drei Seiten Emporen, an den Langseiten sind sie zweigeschossig. 
Die Kirche hat einen schlichten Kanzelaltar und eine Orgel auf der Westempore, den Altar schmückt ein siebenarmiger Leuchter aus vorreformatorischer Zeit. Hinter dem Altar an findet sich ein geschnitztes Epitaph des Nautschützer Rittergutsherrn von Beschwitz aus dem Jahre 1698. Neben dem  Aufgang zur Kanzel ist in einem Schrein hinter Glas der Totenschmuck der mit elf Jahren verstorbenen Tochter des damaligen Pächters auf dem Königlich Preußischen Kammergut Nautschütz, Carolina Henriette Krause († 5. November 1817) zu sehen: ein kunstvoll gestaltetes Krönchen und seidene Grabschleifen, zwei Jahrhunderte alt und gut erhalten. Das Kirchengestühl stammt aus dem Jahre 1741. 
Ab 1987 wurde die Kirche renoviert. Der Dachreiter erhielt ein neues Schieferdach und einen neuen Knopf mit einem Posaune blasenden Engel. Eine Nautschützerin spendierte ein neues Dach für das Schiff. Die Restauration ging 1994 weiter, unter anderem mit der Wiederherstellung des alten Ziegelfußbodens und der Renaissance-Holzdecke des Altarraumes. Mit einem Festgottesdienst feierte die Gemeinde am 23. Juli 1996 deren Abschluss.

## Orgel

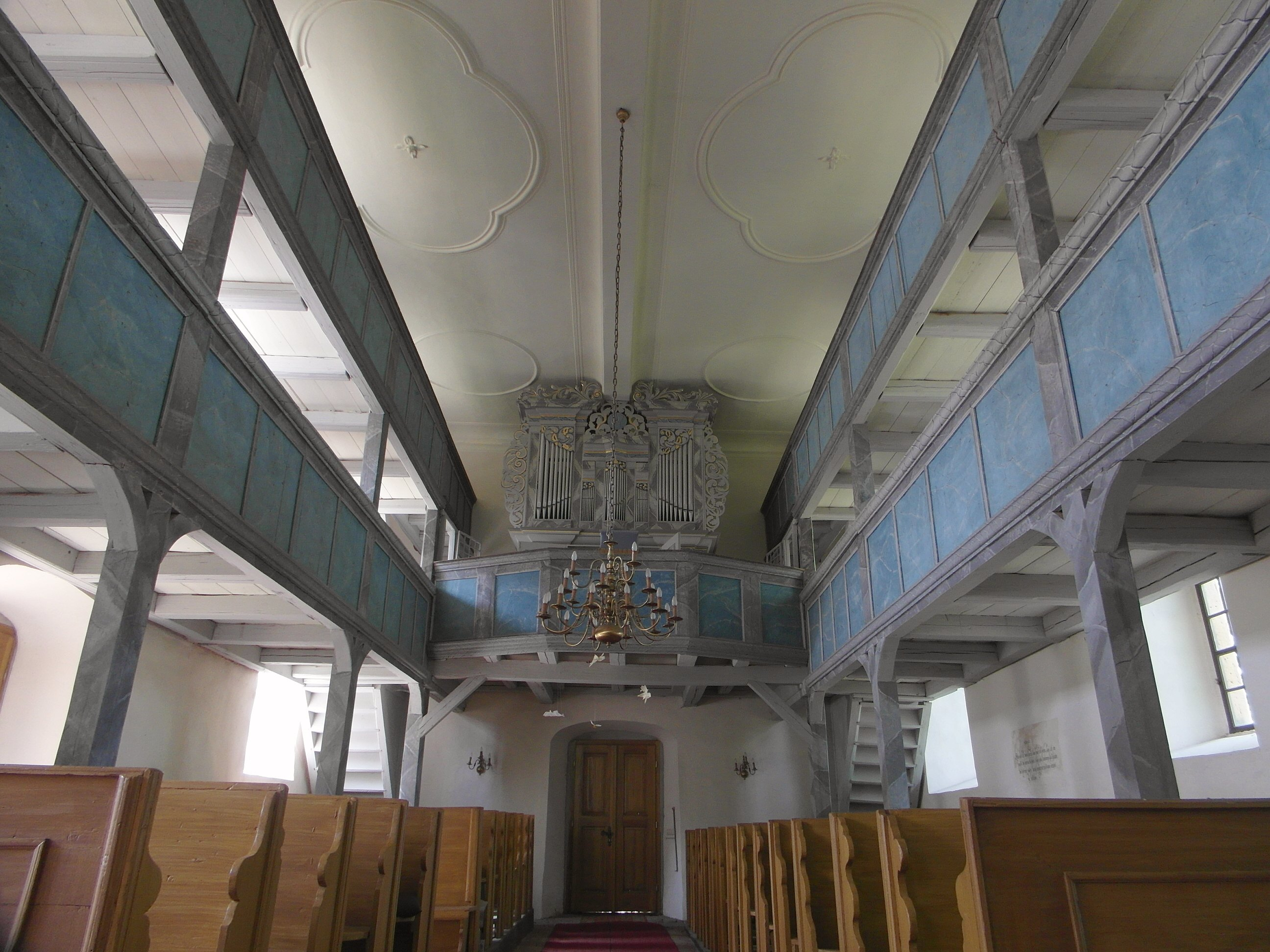
Innenansicht und Orgel

Die von der Firma Mathias Vogler aus Naumburg gebaute Orgel aus dem Jahr 1741 wurde 1864 umgebaut und erweitert. Sie hat jetzt neun Register, verteilt auf ein Manual und das Pedal.

## Geläut
Im Turm hängt die zweitälteste Kirchenglocke Thüringens. Gegossen wurde sie „zu Ehren der Jungfrau Maria“ am 9. September 1391 – womöglich wurde rund um dieses Datum auch die Kirche vollendet. Die Glocke entging der Umarbeitung zu Kriegsgerät. Neben ihr hängt eine große „eiserne“ Glocke, die 1921 eine Bronzeglocke von 1812 ersetzte, die als Metallspende des deutschen Volkes im Ersten Weltkrieg endete.